# KV46
La tumba KV46, situada en el Valle de los Reyes en Egipto, fue utilizada para el entierro de Yuya y Tuyu, nobles influyentes durante el reinado de Thutmose IV y suegros de Amenhotep III. 
Hasta el descubrimiento de la tumba de Tutankamón ésta era la tumba más rica y mejor preservada del valle, y la primera que se encontró con el ajuar. Fue localizada en un ramal pequeño del valle principal, entre dos tumbas de la época ramésida.

## Descripción
Fue descubierta por James Edward Quibell bajo el patrocinio de Theodore M. Davis. La entrada es por una escalera que termina en una puerta, originalmente bloqueada con una piedra y con los sellos de la necrópolis, que abre paso a un corredor, otras escaleras y finalmente a la cámara funeraria.  El compartimiento es rectangular, con un área en su extremo posterior cuyo suelo está un metro por debajo del nivel del resto del piso. El techo está inacabado y las paredes no fueron alisadas, enyesadas ni decoradas.
Se encontraron en ella los vasos canopos, instrumentos de música, asientos, la silla de la reina Tiy, camas, un cofre con joyas con los nombres de Amenhotep III y Tiy, un carro, vasijas llenas de natrón y dos sarcófagos: el de Yuya colocado sobre un trineo y que contenía tres ataúdes momiformes y a su momia intacta y el de Tuyu conteniendo dos ataúdes interiores y a la momia, también intacta. Las diferencias en las técnicas de embalsamiento demuestran que Yuya y Tuyu murieron en distinta época. 

Entrada a la KV46

La tumba estaba aparentemente intacta, pero hay pruebas de que hubo tres robos en ella: el primero fue poco después del cierre oficial de la tumba, puesto que se retiraron los productos perecederos, como los ungüentos, y los sellos de las vasijas se quitaron para examinar su contenido.

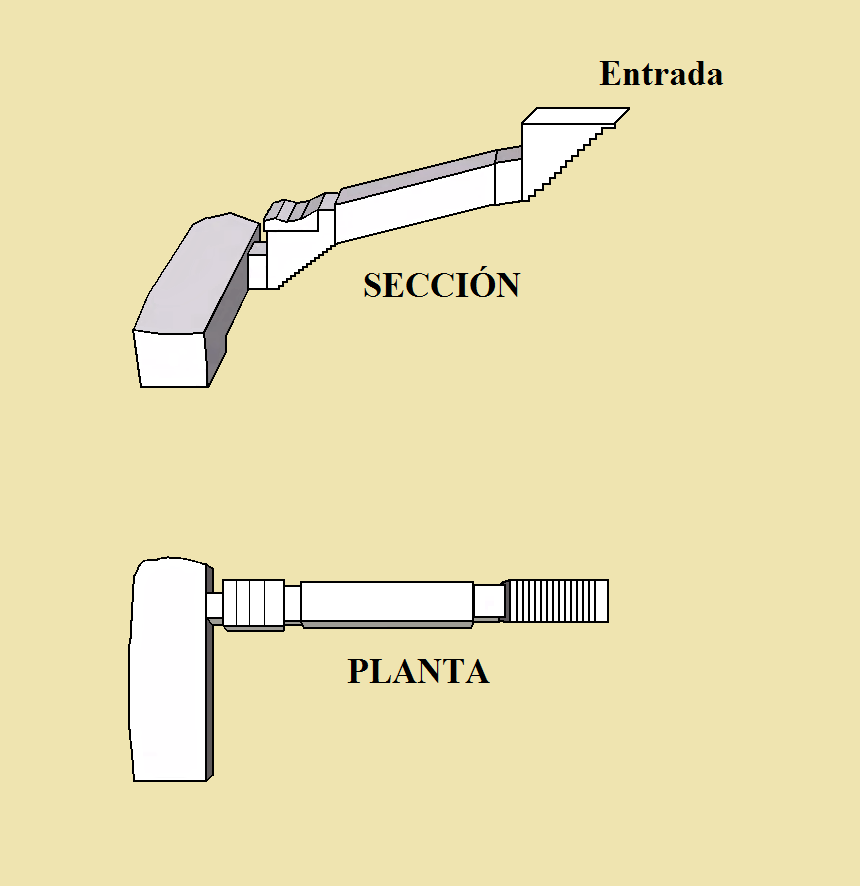
Plano de la Tumba KV46

Un segundo y tercer robo pudieron haber ocurrido durante las excavaciones de la KV3 y la KV4, según la evidencia de los sellos encontrados. La entrada fue sellada de nuevo y se tapó con restos de material sobrante de la construcción de estas dos tumbas, convirtiéndola en inaccesible hasta 1905, cuando Quibell la descubrió.